# Michel Kamanzi
Michel Kamanzi (29 settembre 1979) è un ex calciatore ruandese, di ruolo centrocampista.

## Carriera

### Club
Ha trascorso l'intera carriera tra Belgio e Germania.

### Nazionale
Con la Nazionale del suo paese ha preso parte alla Coppa d'Africa 2004.